# Michelle Tea

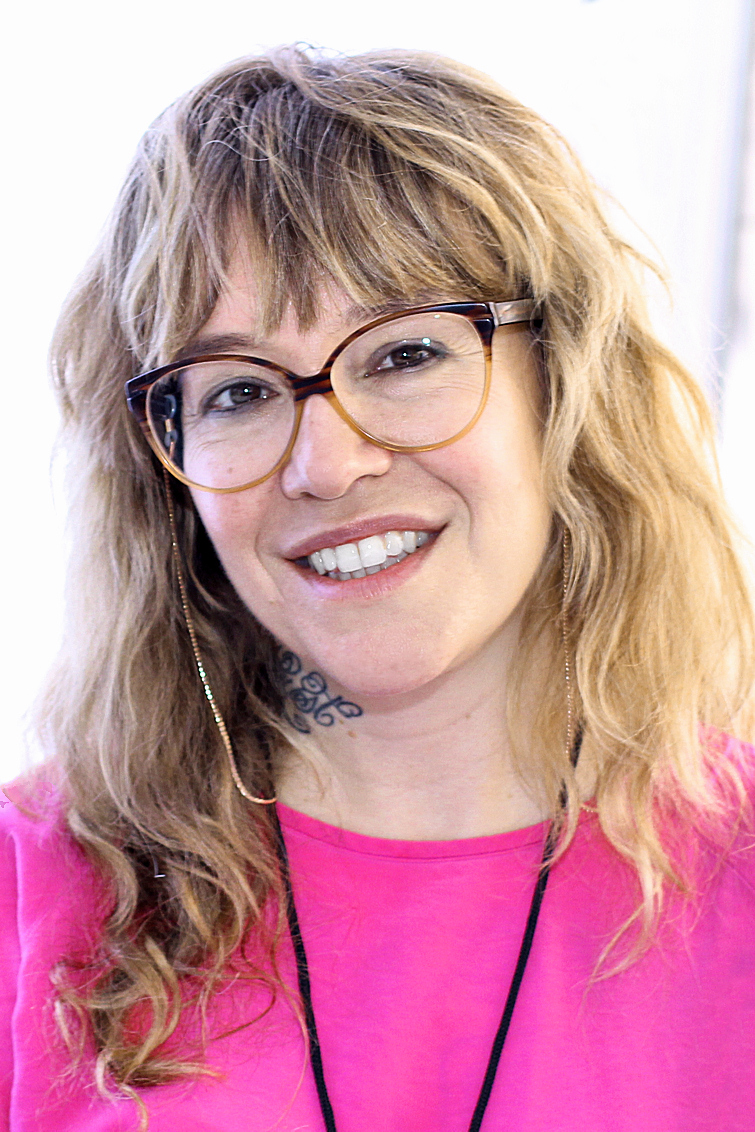
Michelle Tea (2018)

Michelle Tea (* 1971 in Chelsea (Massachusetts) als Michelle Tomasik) ist eine US-amerikanische Autorin von Prosa und erzählender Lyrik. In ihren autobiografischen Werken befasst sie sich mit queerer Kultur, Feminismus, Rassismus, Gesellschaftsklassen, Prostitution und ähnlichen Themen. Tea identifiziert sich lange Jahre mit der Literatur- und Kunstszene San Franciscos und lebt heute in Los Angeles. Ihre Bücher, hauptsächlich Memoiren, sind für ihre Auseinandersetzung mit der Queercore-Community bekannt.

## Frühes Leben
Tea wuchs in Chelsea, Massachusetts, in einer Arbeiterfamilie auf. Ihr Vater war ein polnischer Katholik und ihre Mutter irischer und frankokanadischer Abstammung. Sie fühlte sich schon früh anders als andere Kinder und fand Trost in der Musik. In der High School identifizierte sich Tea mit der Gothic-Subkultur und Künstlern wie Siouxsie Sioux. Sie fühlte sich auch zu literarischen Werken hingezogen, darunter The Outsiders von Susan E. Hinton, zur Poesie von Sylvia Plath und der Beat Generation.
Als sie zwanzig Jahre alt war, las Tea Angry Women aus der Serie der RE/Search Publications, darunter Interviews mit radikalen Künstlerinnen, Schriftstellerinnen und Denkern. Das Buch hatte großen Einfluss. „Das hat mir wirklich gezeigt, dass es eine Abstammungslinie [von Schriftstellerinnen] und einen Weg gibt, und ich konnte mich wirklich darauf einlassen“, erklärte sie in einem Interview.
Während ihrer Kindheit wurde Tea von ihrem Stiefvater durch ein Loch in der Wand ihres Kinderzimmers beobachtet. Sie kämpfte mit diesem Missbrauch und leugnete ihn viele Jahre lang. Als Teenager begann Tea, Alkohol zu trinken. Als sie 19 Jahre alt war, gab ihr Stiefvater den Missbrauch zu, aber Teas Mutter entschied sich, bei ihm zu bleiben. Daraufhin beschloss Tea, ihr Zuhause zu verlassen und in das Haus ihrer damaligen Freundin in Boston zu ziehen.
Während dieser Zeit verdiente Tea ihren Lebensunterhalt mit zwei Mindestlohnjobs als Rezeptionistin im Friseursalon und als Angestellte in einem Feinkostladen. Ihre Freundin, eine Sexarbeiterin, verdiente deutlich mehr Geld als sie, daraufhin beschloss sie, auch Sexarbeit zu betreiben. Anfang der 1990er-Jahre trennte sich Tea von ihrer Freundin und zog nach San Francisco.

## Spoken Word und Sister Spit
In San Francisco tauchte Tea in die Literatur- und Spoken-Word-Szene ein. Es war „[...] sehr demokratisch. Jeden Abend gab es offene Mikrofone. Die Poesie brachte ich mir autodidaktisch bei – und zwar von Punk und Hip-Hop inspirierte Straßenpoesie. Es war perfekt für mich. Ich hatte das Gefühl, ich könnte ganz ich selbst sein, zu dieser Zeit queer, feministisch, punk, zur Arbeiterklasse gehörend.“
1994 gründeten Michelle Tea und Sini Anderson Sister Spit, ein queer-feministisches Kollektiv. Die Gruppe veranstaltete wöchentliche Open-Mic-Abende in San Francisco, die lokale und Underground-Talente sowie etabliertere Schriftsteller wie Mary Gaitskill, Eileen Myles und Beth Lisick anzogen. Im Jahre 1997 startete Sister Spit die Ramblin’ Road Show, eine Spoken-Word-Tour, die in Bars, Galerien, Buchhandlungen, Gemeindezentren und anderen Veranstaltungsorten in den Vereinigten Staaten und Kanada auftrat. Die Tour wurde 2007 kurzzeitig als Sister Spit: The Next Generation wiederbelebt, bei dem Künstler wie Ariel Schrag, Justin Vivian Bond, Blake Nelson, Nicole Georges, Cristy Road, Eileen Myles und Beth Lisick.
Im Jahre 1998 erschien ihr Teas erstes Buch The Passionate Mistakes and Intricate Corruption of One Girl in America bei Semiotext(e)/Smart Art Press. Das Buch enthielt Kurzgeschichten in Memoirenform und behandelte Themen wie Teas Kindheit in Massachusetts, ihr jugendliches Interesse an der Gothic-Subkultur und Sexarbeit.

## Valencia
Im Jahr 2000 wurden die Memoiren Valencia veröffentlicht. Das Buch schildert das Leben von Michelle, einer jungen lesbischen Dichterin, im Mission District von San Francisco. Die Handlung konzentrierte sich hauptsächlich auf das Liebesleben der Hauptfigur, da sie im Laufe eines Jahres mit mehreren Frauen ausging. In einem Interview erklärte sie: „Die ‚Michelle‘ in dem Buch bin definitiv ich, aber wenn es dem Leser leichter fällt, sich vorzustellen, dass alles eine riesige Fiktion ist, ist das auch in Ordnung.“ Das Buch verhalf Tea zu lokalem und literarischem Erfolg, insbesondere nach dem Gewinn des Lambda Literary Award 2001 in der Kategorie Lesbian fiction.

## Akademie
Im Februar 2008 war Tea der 23. Zale Writer in Residence am H. Sophie Newcomb Memorial College der Tulane University in New Orleans. Sie hat kein College besucht und in Interviews angegeben, dass sie die Voraussetzungen für ein Studium habe.

## Radar Productions
Tea ist bekannt für ihre Arbeit als Organisatorin und Fürsprecherin lokaler Künstler und Schriftsteller. Im Jahr 2003 gründete Tea Radar Productions als Non-Profit-Organisation, die Veranstaltungen organisiert, um die Arbeit queerer Schriftsteller und Künstler zu präsentieren. Sie fungierte zwölf Jahre lang als Creative Director und trat 2015 zurück, damit sie sich auf andere Beschäftigungen konzentrieren konnte. Juliana Delgado Lopera, Dozentin für kreatives Schreiben an der San Francisco State University, trat an ihre Stelle. Im Jahr 2015 gründete Radar Productions die Drag Queen Story Hour (DQSH) in San Francisco. Die Veranstaltung, bei der Dragqueens Kindern Bücher vorlesen, findet mittlerweile in mehreren Städten in den Vereinigten Staaten und in Tokio statt.

## Die 2010er-Jahre
Bevor Tea im Jahre 2012 gemeinsam mit City Lights Publishers das Label Sister Spit gegründet hat, war sie mit der Sex Workers’ Art Show auf Tour und schrieb für die Zeitschrift The Believer.
Von 2012 bis 2015 schrieb Tea eine Kolumne für xoJane.com, in der sie die Schwierigkeiten schilderte, mit denen sie beim Versuch, mit ihrem Partner Dashiell Lippman ein Kind zu bekommen, konfrontiert war. Ihre Artikel dokumentierten den Stress und die Schwierigkeiten, die mit Fruchtbarkeitsbehandlungen und künstlicher Befruchtung einhergingen, und beleuchteten darüber hinaus Lücken, die für queere Paare in einem System bestanden, das speziell für heterosexuelle Paare geschaffen wurde.
Michelle Tea gründete 2016 Amethyst Editions, ein Label der Feminist Press.
Tea stoppte ihre Arbeit als Autorin, um als Executive Producer von Valencia: The Movie zu fungieren. Basierend auf ihrem gleichnamigen Roman wurde der Experimentalfilm von der Filmemacherin Hilary Goldberg ins Leben gerufen. Valencia wurde von 20 verschiedenen lesbischen, queeren und transsexuellen Regisseuren gedreht, denen jeweils ein anderes Kapitel ihres Romans zugewiesen wurde. Die 21 verschiedenen „Michelle“-Charaktere „variieren in Alter, Geschlecht, Größe, ethnischer Zugehörigkeit, Stil und Ära“.
Ihre Erfahrungen beim Versuch, schwanger zu werden und sich auf die Elternschaft vorzubereiten, veranlassten sie, die Website Mutha Magazine zu starten, eine alternative Mutter-/Erziehungswebsite, die sich an Eltern richtet, die sich nicht mit den Mainstream-Erziehungsmedien identifizieren. Über das Projekt sagt sie: „Ich denke, es gibt viele Frauen, die schwanger werden und Babys bekommen, aber sie sind nicht Teil dieser kulturell traditionellen Vorstellung davon, was es bedeutet, Mutter zu sein, und sie sind nicht an Medien, die es bereits gibt, interessiert.“
Im Jahr 2018 erschien Against Memoir, veröffentlicht bei Feminist Press.

## Kritiken und Anerkennung
Im Februar 2019 gewann Michelle für ihr Buch Against Memoir den PEN / Diamondstein-Spielvogel Award for Art of the Essay.
Während einer gemeinsamen Tournee im Jahr 2000 kamen Tea und der Autor Clint Catalyst auf die Idee, Ich-Erzählungen für ihre 2004 erschienene Anthologie Pills, Thrills, Chills and Heartache zu sammeln. Das Buch, das Werke von JT LeRoy, Dennis Cooper und Eileen Myles enthält, wurde von Publishers Weekly als „Feier der Avantgarde“ beschrieben und erreichte bereits in der ersten Veröffentlichungswoche Platz 10 in der Kategorie Non-Fiction Paperback der Los Angeles Times Bestsellerliste. Darüber hinaus war das Buch 2004 Finalist der Lambda Literary Awards in der Kategorie Anthologies/Fiction. Ihre Bücher wurden oft für den Wettbewerb nominiert, beginnend mit dem Preis für „Lesbian Fiction“ im Jahr 2001 für Valencia.
Im Jahre 2008 wurde Tea beim Saints & Sinners LGBTQ+ Literary Festival der Jim Duggins Outstanding Mid-Career Novelists’ Prize verliehen. Sie erhielt 2021 ein Guggenheim-Stipendium im Studienfach General Nonfiction.

## Persönliches
Michelle Tea war viele Jahre mit dem Rapper Katastrophe, einer Transgender-Hip-Hop-Künstlerin, liiert. Sie teilten sich eine Wohnung im Stadtteil North Beach (San Francisco). Im Jahr 2013 heiratete Tea Dashiell Lippman in der Swedish American Hall in San Francisco. Sie bekamen 2015 einen Sohn. Am 5. März 2022 heiratete Michelle TJ Payne im Madonna Inn in San Luis Obispo.

## Veröffentlichungen
- The Passionate Mistakes and Intricate Corruption of One Girl in America (1998) ISBN 1-57027-074-0
- Valencia (2000) ISBN 1-58005-035-2
- The Chelsea Whistle (2002) ISBN 1-58005-073-5
- The Beautiful (2003) ISBN 0-916397-89-0
- Rent Girl (2004) ISBN 0-86719-620-3
- Rose of No Man's Land (2006) ISBN 1-59692-160-9
- Transforming Community (2007) ISBN 978-0-9789023-4-6
- Coal to Diamonds: A Memoir (2013) ISBN 978-0-385-52591-6 (mit Beth Ditto)
- Mermaid in Chelsea Creek (2013) ISBN 978-1-938073-36-6
- How to Grow Up: A Memoir (2015) ISBN 978-0-14-218119-5
- Girl at the Bottom of the Sea (2015) ISBN 978-1-940450-00-1
- Black Wave (2016) ISBN 978-1-908276-90-2
- Modern Tarot: Connecting with Your Higher Self Through the Wisdom of the Cards (2017) ISBN 978-0-06-268240-6
- Against Memoir: Complaints, Confessions & Criticisms (2018) ISBN 978-1-936932-18-4
- Knocking Myself Up: A Memoir of My (In)Fertility (2022) ISBN 978-0-06-321062-2

Anthologien
- Pills, Thrills, Chills, and Heartache: Adventures in the First Person (ed. with Clint Catalyst) (2004) ISBN 1-55583-753-0
- Without A Net: The Female Experience of Growing Up Working Class (ed.) (2004) ISBN 1-58005-103-0
- Baby, Remember My Name: An Anthology of New Queer Girl's Writing (ed.) (2006) ISBN 0-7867-1792-0
- Sister Spit: Writing, Rants and Reminiscence from the Road (ed.) (2012) ISBN 978-0-87286-566-2